# 熱海駅
熱海駅（あたみえき）は、静岡県熱海市田原本町にある、東日本旅客鉄道（JR東日本）・東海旅客鉄道（JR東海）の駅である。JR東海に所属する東海道新幹線と、JR東日本およびJR東海に所属する東海道本線、JR東日本に所属する伊東線の合計3線が乗り入れる。在来線の駅番号はJR東日本がJT 21、JR東海がCA00。

## 概要
当駅は、静岡県東部に位置する温泉街熱海市の代表駅である。
在来線における当駅の所属線は東海道本線である。
東京方面から見た場合、静岡県に入って最初の駅である（新幹線・在来線とも）。JR東日本とJR東海の共同使用駅であり、新幹線構内はJR東海新幹線鉄道事業本部が管理し、在来線構内はJR東日本横浜支社が管理・駅業務を実施する。
在来線は当駅がJR東日本とJR東海の会社境界駅であり、東海道本線の当駅以東（東京方面）と伊東線はJR東日本、東海道本線の当駅以西（静岡方面）はJR東海の管轄である。施設上の境界は駅構内ではなく丹那トンネル東側坑口付近にある来宮駅上り場内信号機（来宮駅北西）である。
在来線ではJR東日本の熱海運輸区が構内に存在するなど運行上の拠点でもあるため、当駅を経由するすべての旅客列車が客扱い停車していたが、2009年（平成21年）3月14日のダイヤ改正で臨時列車とされた「ムーンライトながら」は運転停車扱いとなった。特急列車や一部普通列車（朝夕の沼津駅発着列車や伊東線直通列車など）を除く大半の列車が当駅で系統が分離されている。
JR東海の管轄となっている新幹線は、各駅停車である「こだま」に加えて、「ひかり」が東京 - 岡山間の2往復と上り広島発東京行きの1本、下り東京発新大阪行きの1本が停車している。
東海道本線は当駅を境に管轄会社が異なっているが、当駅では両方向とも「東海道線」（上り・下りの表記もあり）と案内されている。本稿でも必要に応じて、その案内方式に準じた表記も用いる。
当駅は、JR東日本のICカード「Suica」・JR東海のICカード「TOICA」対応自動改札機が設置されている。また、伊豆急行線の駅もSuicaの簡易改札機が設置されており、Suica及びその相互利用が可能なIC乗車券でのタッチ&ゴーで往来ができる。SuicaとTOICAは相互利用が可能だが、2021年3月12日まで、当駅はTOICAエリアに含まれておらず、またSuicaエリアとTOICAエリアを跨ぐ利用はできないため、当駅からJR東海函南駅方面へはICカードを利用できず、あらかじめ券売機できっぷを購入する必要があった。2021年3月13日からは当駅がTOICAエリアに編入され、当駅発着に限り函南方面へICカードを利用できるようになったが、定期券を除いて当駅を跨いだICカードの利用は引き続きできない。

## 歴史

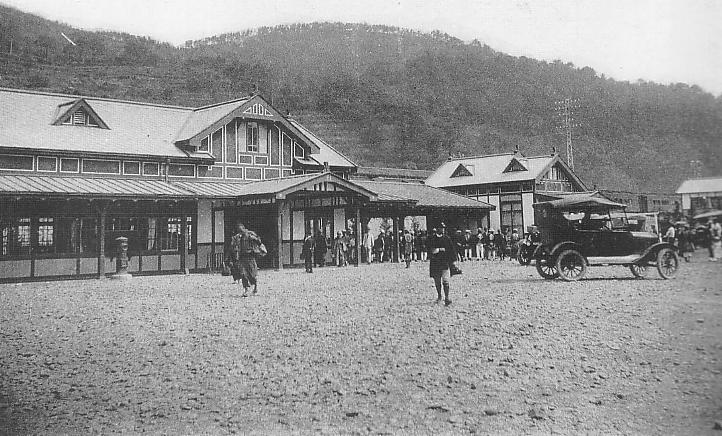
戦前の熱海駅

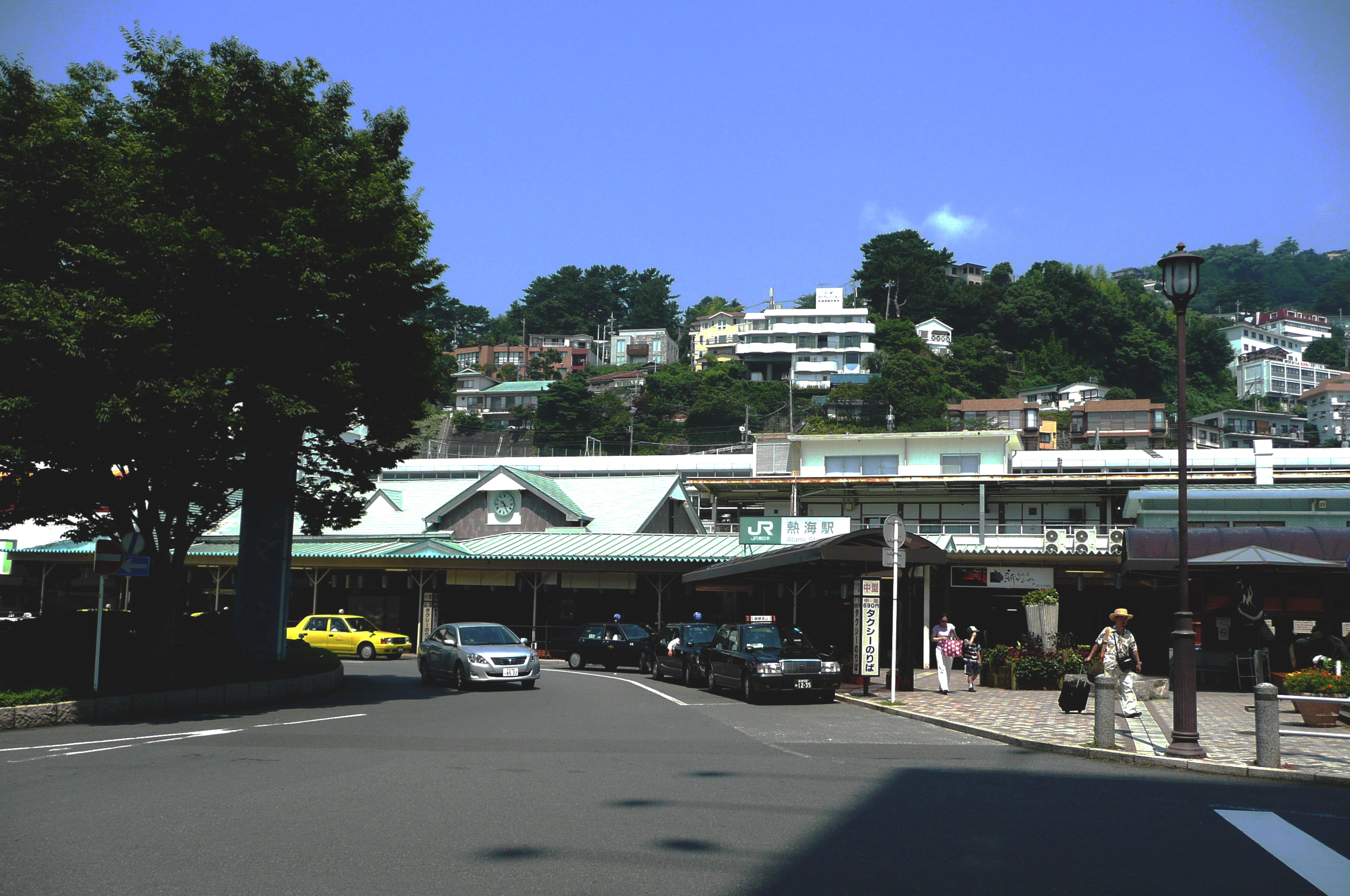
熱海駅旧駅舎（2010年7月）

駅の開業は1925年（大正14年）3月である。開業当初は国府津駅を起点とする熱海線の終着駅であったが、1934年（昭和9年）12月に当駅西側の熱海 - 沼津間が開業し、東海道本線の中間駅となった。
交通の便が良くなったことで熱海や伊豆の各温泉に向かう利用者が激増、1935年（昭和10年）正月の乗降客数は前年比5 - 6割増となり、駅の手荷物一時預りも1日あたり250から300個の利用となった。
伊東線は翌年の1935年（昭和10年）3月から乗り入れている。東海道新幹線の熱海駅は、新幹線が開業した1964年（昭和39年）10月から存在する12駅のうちの一つである。1987年3月まで、これらの路線はすべて日本国有鉄道（国鉄）の路線であったが、同年4月の国鉄分割民営化によって、JR東日本とJR東海の駅となった。
東海道本線は当初、小田原 - 熱海 - 三島の山岳地帯にトンネルを開削する技術がなかったこともあり、後の御殿場線ルートで建設された。そのルートから外れた小田原・熱海では、国府津駅より小田原電気鉄道という路面電車で小田原市街へ、さらに豆相人車鉄道→熱海鉄道→大日本軌道→熱海軌道組合の人車軌道・軽便鉄道により熱海まで連絡を図った。その後、御殿場経由は急勾配が存在し輸送力増強の障壁になることや、トンネル掘削の技術が進展したことなどから、当初見送られた熱海経由での路線整備が決定する。そして1925年（大正14年）、熱海線として、熱海駅まで鉄道路線が開業して路面電車や軽便鉄道は全廃。1934年（昭和9年）、丹那トンネルが開通すると熱海線は東海道本線となった。
新幹線ホームのホームドアは高速で通過する列車への対策のため1974年（昭和49年）に日本で初めて設置された。老朽化のため、上りホームは2011年12月、下りホームは2012年7月に更新され、0系に合わせていた開口幅や扉の位置は、N700系・700系に合うように変更された。
2002年までは箱根登山鉄道もバス路線を有していた（同年10月1日をもって箱根方面の路線を廃止し伊豆東海バスに継承）。
高度経済成長期には、新婚旅行や社員旅行で盛況だった熱海は坂が多く、市内の公共交通手段が求められたため、熱海駅から海岸線を通り、熱海港付近に至る熱海モノレールが計画されたが、頓挫している。

### 駅舎の建替えと駅前の整備
駅舎は老朽化により建替えられ、市が駅前の整備事業を行った。
旧駅ビルの「熱海ラスカ」は2010年3月31日をもって店舗を閉鎖し、取り壊し工事が同年7月から11月まで行われた。
2011年7月下旬より駅前広場、仮駅舎設置工事は本格化した。
改札外にはスルガ銀行のATMがあり、観光案内所（熱海コンシェルジュ）にエフエム熱海湯河原のサテライトスタジオが2007年5月から併設されていたが、観光案内所とサテライトスタジオは2011年12月1日に仮駅舎へ移動した。毎週土・日曜に公開生放送が行われていた。
仮駅舎には、熱海ブランド『A-PLUS』専門店も入居していた。
熱海駅開発工事の主体である駅舎建て替え等開発工事の事業者、JR東日本のファクトシート（2012年7月発行）に、熱海駅はオフィス・ショッピング部門での開発が明記されていた。
2014年8月30日に、駅は温泉地らしさをイメージして、外壁をさざ波などをイメージした青と白の2色で配し、巨大窓を茶色枠で囲って襖を表わしたデザインと報じられていた。
駅舎は、事業着手が2014年4月1日で完成が2015年度の予定だったが、着工も完成も遅れた。
旧バスターミナルだった東側を2層化し、上がバスターミナル、下がタクシープールになった。一般車とタクシー兼用ロータリーだった西側は一般車用ロータリー（県道103号熱海停車場線）となった。
駅前広場では2014年1月に、足湯に併設されていた駅前間歇泉を撤去し、蒸気機関車を駅前西端へ移動した。その後足湯は休止となり、2014年12月20日に復活した。
JR東日本の保養所であった「いでゆ荘」の跡地に駐車場を建設した。
伊東線のホーム案内は東海道線に合わせて■オレンジが用いられていたが、駅舎建て替え工事の進捗とともに順次■緑に変更された。

### 年表

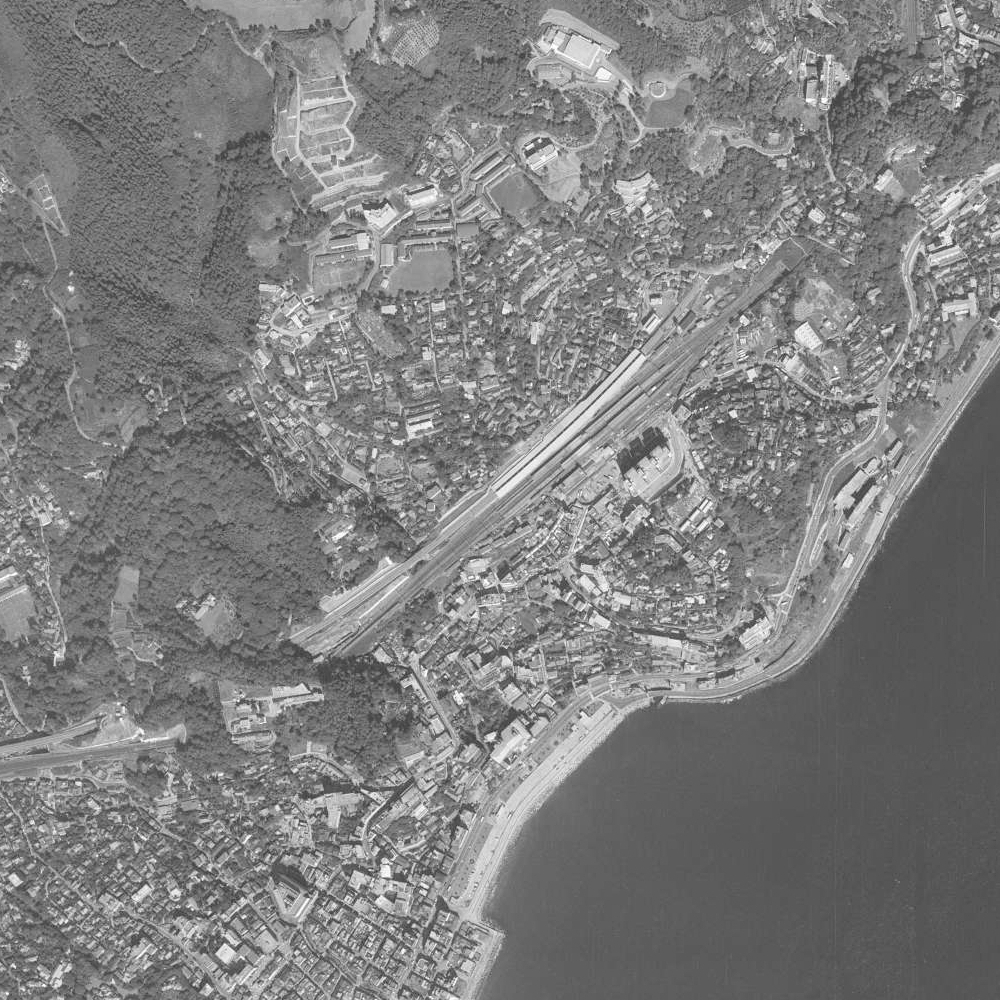
熱海駅周辺の白黒空中写真（1967年10月撮影）。北（上）から新幹線、JR在来線。右下は相模湾。

- 1895年（明治27年）：吉浜（現湯河原町内）まで豆相人車鉄道開通（翌年小田原延伸）。
- 1907年（明治40年）：豆相人車鉄道改め熱海鉄道により、小田原 - 熱海で蒸気機関車運転開始。
- 1923年（大正12年）9月1日：関東大震災のため、熱海鉄道より改めた熱海軌道組合線休止（後に廃止）。
- 1925年（大正14年）3月25日：鉄道省（日本国有鉄道の前身組織）により、熱海駅が開業（熱海線 湯河原 - 熱海間の開通と同時）[1]。旅客・貨物営業を開始[1]。
- 1930年（昭和5年）11月26日：未明に北伊豆地震発生。駅構内の給水タンクが倒れる被害[新聞 3]。
- 1934年（昭和9年）12月1日：熱海 - 沼津間の開通に伴い[1]、熱海線は東海道本線に編入される。
- 1935年（昭和10年）3月30日：伊東線 熱海 - 網代間が開通[7]。
- 1964年（昭和39年）10月1日：東海道新幹線が開業し、停車駅となる[8]。
- 1966年（昭和41年）9月1日：貨物の取扱を廃止[1]。
- 1970年（昭和45年）：新幹線のホームが16両対応に延伸される[新聞 4]。
- 1974年（昭和49年）9月1日：新幹線ホームに可動式ホームドアを設置[新聞 5]。日本初。
- 1986年（昭和61年）11月1日：（新聞紙を除く）荷物の取扱を廃止[1]。
- 1987年（昭和62年）4月1日：国鉄分割民営化に伴い、当駅を境に東海道本線（東京方面）[1]・伊東線は東日本旅客鉄道（JR東日本）[7]、東海道本線（静岡方面）[1]・東海道新幹線は東海旅客鉄道（JR東海）の駅となる[8]。駅業務は在来線が東日本旅客鉄道（JR東日本）、東海道新幹線は東海旅客鉄道（JR東海）が継承。
- 1997年（平成9年）：リニューアル工事で新幹線と在来線の乗換改札口2か所（東京方は入口・出口兼用、新大阪方は出口専用）を1か所に集約。
- 1998年（平成10年）
  - 2月4日：在来線に自動改札機を設置し、供用開始[9]。
  - 2月24日：新幹線と在来線の中間改札口に自動改札機を設置し、供用開始[10]。
- 2001年（平成13年）11月18日：JR東日本でICカード「Suica」の利用が可能となる（東京方面のみ）[報道 4]。
- 2004年（平成16年）10月16日：伊東線でICカード「Suica」の利用が可能となる[報道 5]。
- 2006年（平成18年）：伊東線のCTC装置が当駅構内の進路制御も可能な装置に更新され、CTCセンターが来宮駅構内より当駅に移転。
- 2010年（平成22年）3月31日：熱海ラスカが閉鎖。12月下旬に解体工事が完了。
- 2011年（平成23年）
  - 4月 - 9月：熱海駅バスターミナルにおいて、仮バス停の使用開始（4月1日から）。解体工事。
  - 11月：仮駅舎完成、11月10日に一部使用開始。（NEWDAYSミニ熱海・BECK'S COFFEE SHOP熱海店）
  - 12月1日：ドトールコーヒー熱海店閉店。熱海観光案内所移動開設。
- 2012年（平成24年）
  - 1月10日：旧ドトールコーヒー熱海店横にあった旅客トイレが1番線ホーム東京方へ移動。これに伴い静岡県警鉄道警察隊熱海分駐所も移動。
  - 2月15日：駅前広場の改良工事再開。
  - 8月25日：足湯裏のコインロッカーが使用停止。後日撤去された。
- 2013年（平成25年）
  - 3月15日：バス乗り場とタクシープールが完成し、使用を開始。
  - 12月12日：熱海軽便鉄道の7号蒸気機関車の移送作業が行われる。
- 2014年（平成26年）10月26日：熱海駅新駅舎・駅ビル建て替え工事起工式が行われる。
- 2015年（平成27年）
  - 3月25日：開業90周年。記念イベントが熱海駅仮駅舎前で行われた。
  - 11月29日：新駅舎（駅ビルを除く）の使用開始。
- 2016年（平成28年）11月25日：新駅ビルが完成し、「ラスカ熱海」として開業する[報道 6]。
- 2019年（平成31年）1月10日：4・5番線ホーム沼津方にあったNRE運営の立ち食いそば・うどん店「熱海そば」が、この日をもって閉店[11]。
- 2020年（令和2年）9月6日：4・5番線ホーム東京方にあった旅客トイレが、この日をもって廃止[12]。
- 2021年（令和3年）3月13日：当駅がTOICAエリアに編入され、JR東海とJR東日本のICサービスエリアを跨るICカード定期券が発売開始[報道 1][報道 2]。

## 駅構造
JR東日本が管轄する在来線駅（東海道本線・伊東線）、JR東海が管轄する新幹線駅ともに地上駅である。
駅舎は1番線に隣接し、改札外にはJR東日本が営業するみどりの窓口とビューアルッテが設置されている。ラスカ熱海1階に、観光案内所や駅レンタカー営業所などが入居している。

### 在来線
乗降設備は単式ホーム1面1線と島式ホーム2面4線、合計3面5線のホームが設けられている。構内の南側に単式ホームがあり、その北側に島式ホームが並ぶ。ホームの番号は、単式ホーム側から1番線・2番線…の順で、5番線まである。そのうち、2番線が下り本線、5番線が上り本線となっている。
なお、JR東日本の管理駅である都合上、JR東海の列車は通常3番線のみを使用している（列車によって4番線を使用することもある）。そのため事故・トラブルや大雨・落雷などでダイヤが乱れた場合、沼津方面からの列車がホームに入線できないためひとつ前の函南駅で待機か、沼津駅や三島駅、および東田子の浦駅で打ち切りになることも発生する。
改札口は駅舎内の1か所のみで、改札口から各ホームに直結する地下道が存在する。
立ち食いそば・うどん店は1番線ホーム東京方にある（JTS運営）。
旅客トイレは、精算所の近くにあり、多機能トイレも設置されている。
構内に熱海CTCセンター（小田原・伊豆統括センターの管理下）がある。JR東日本東海道本線の東京駅 - 湯河原駅間では東京圏輸送管理システム (ATOS) が導入されているが、当駅・来宮駅ならびに伊東線の運行管理・進路制御は熱海CTCセンターで行っている。

#### のりば

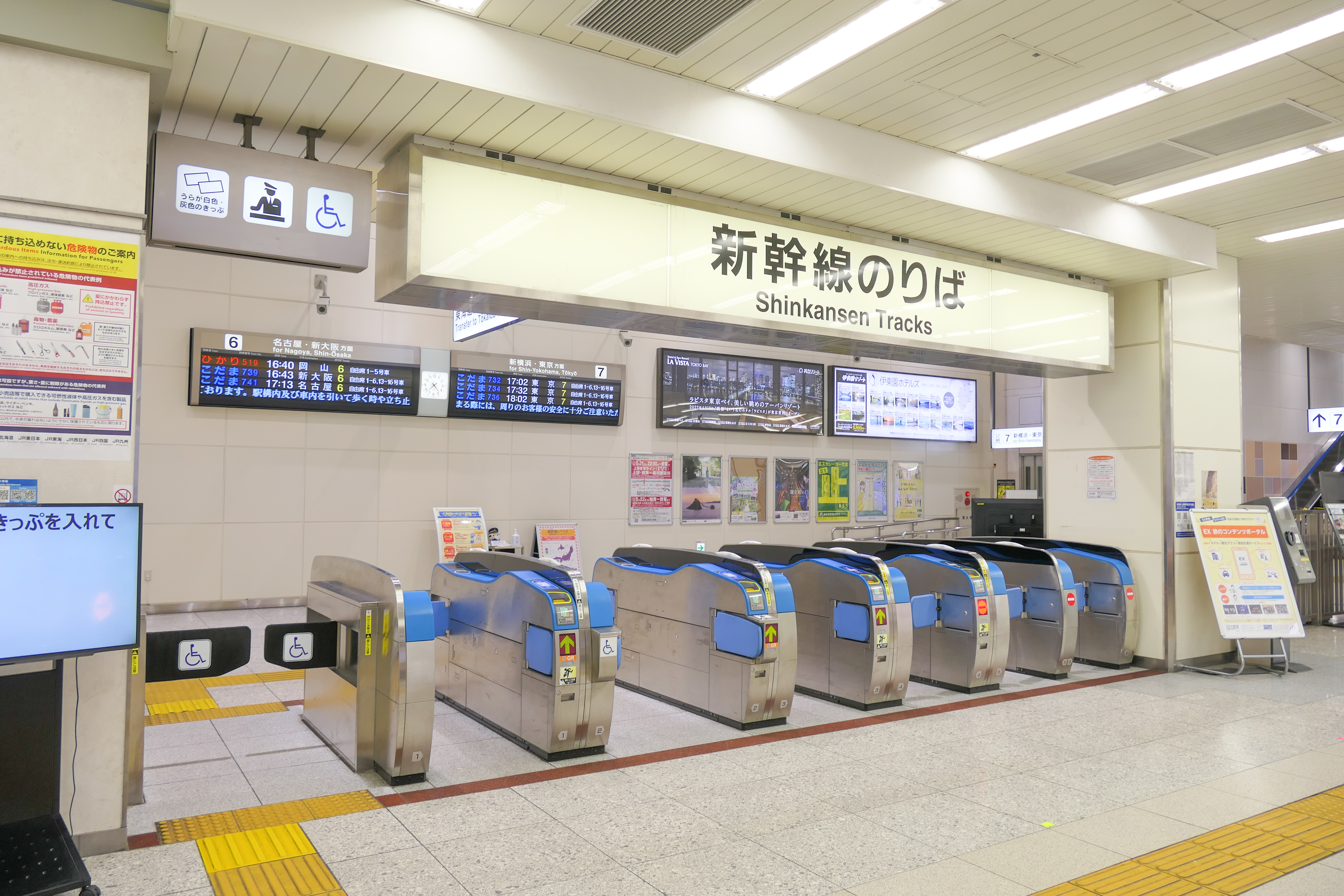
新幹線乗換改札口
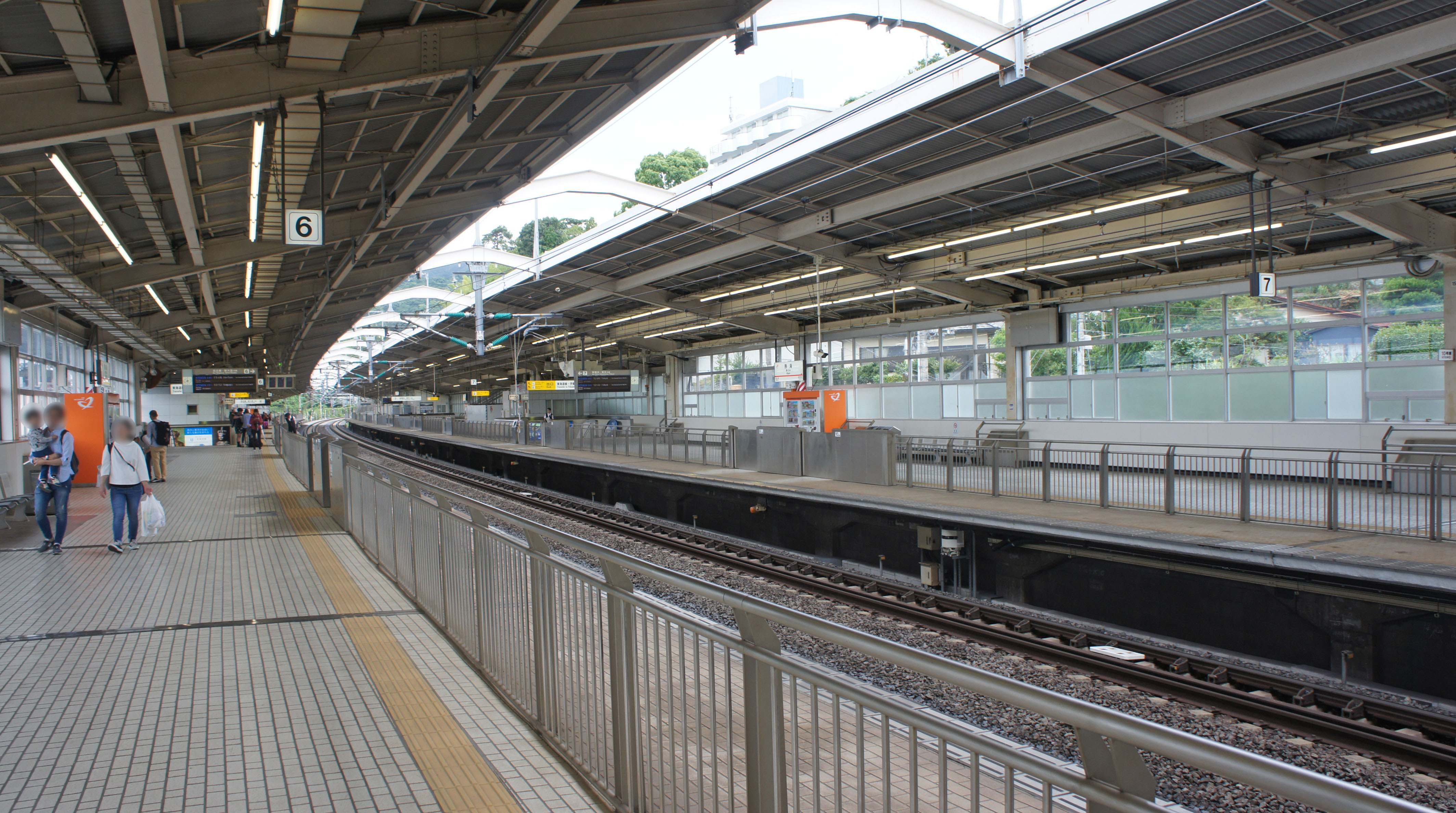
新幹線ホーム

| 番線     | 事業者                      | 路線     | 方向                               | 行先                 | 備考                     |
| -------- | --------------------------- | -------- | ---------------------------------- | -------------------- | ------------------------ |
| 1        | JR東日本                    | 伊東線   | 下り                               | 伊東・伊豆急下田方面 | 当駅始発の普通           |
| 2・3     | JR東日本                    | 伊東線   | 下り                               | 伊東・伊豆急下田方面 | 東海道線からの特急・普通 |
| 2・3     | JR東海                      | 東海道線 | 下り                               | 三島・沼津・静岡方面 | 一部列車は4番線          |
| 4・5     |                             |          |                                    |                      |                          |
| JR東日本 | 東海道線 （上野東京ライン） | 上り     | 小田原・横浜・品川・東京・上野方面 | 一部列車は3番線      |                          |

（出典：JR東日本:駅構内図）
- 1番線は伊東線の折り返し普通列車のみ使用している。かつては東海道線下り本線から1番線に進入可能となっていたが、伊東線直通の減少や配線の改良に伴い分岐器を撤去し、伊東・伊豆急下田方面への折り返し専用となった。当駅から普通列車で伊豆急下田駅へ向かう場合、一部時間帯では伊東駅ないし伊豆高原駅で乗り換えとなる列車がある。
- 東海道線から伊東線を直通する場合、下りは2番線、上りは4番線を基本に使用する。
- 在来線はJR東日本とJR東海の境界駅である。会社相互間を直通する普通列車は2004年10月16日のダイヤ改正で大幅に削減され、朝夕の通勤時間帯と夜間を除いて当駅で乗り換えが必要となっている。乗り換え時間が短い場合でも、階段連絡でホーム間の移動が必要なことが多い。また、一部を除き当駅を境に列車の編成両数・ドア枚数が極端に変わるため（例、JR東日本・東京方面の列車が4ドア15両、JR東海・浜松方面の列車が3ドア3両）、特に東京方面から浜松方面の列車での接続時に起こっているが、隣り合わせで乗り換えができる場合でも短い乗りかえ時間でホーム端から中程まで移動を強いられることもある。

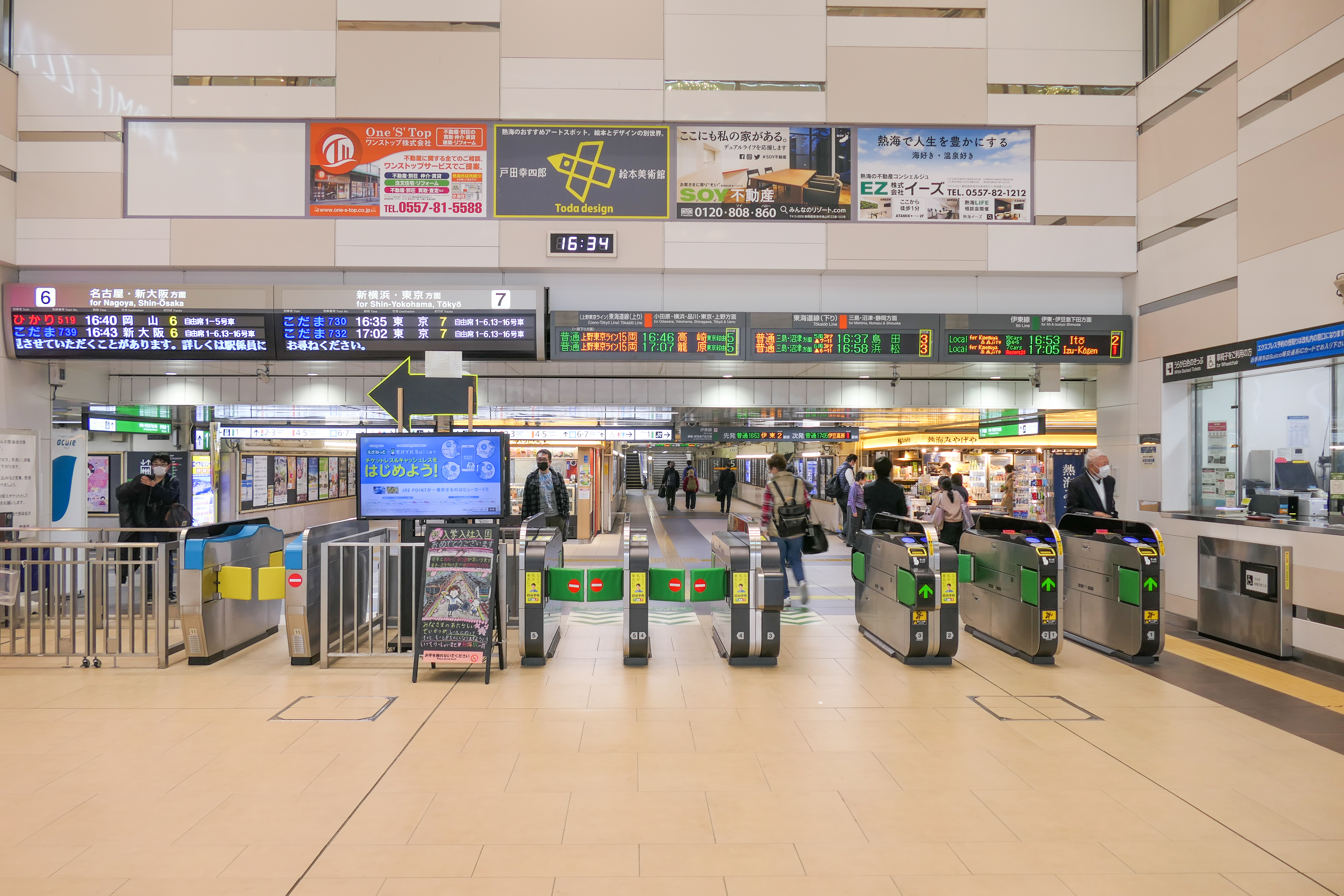
在来線改札口。左端は在来線TOICA専用出場改札機
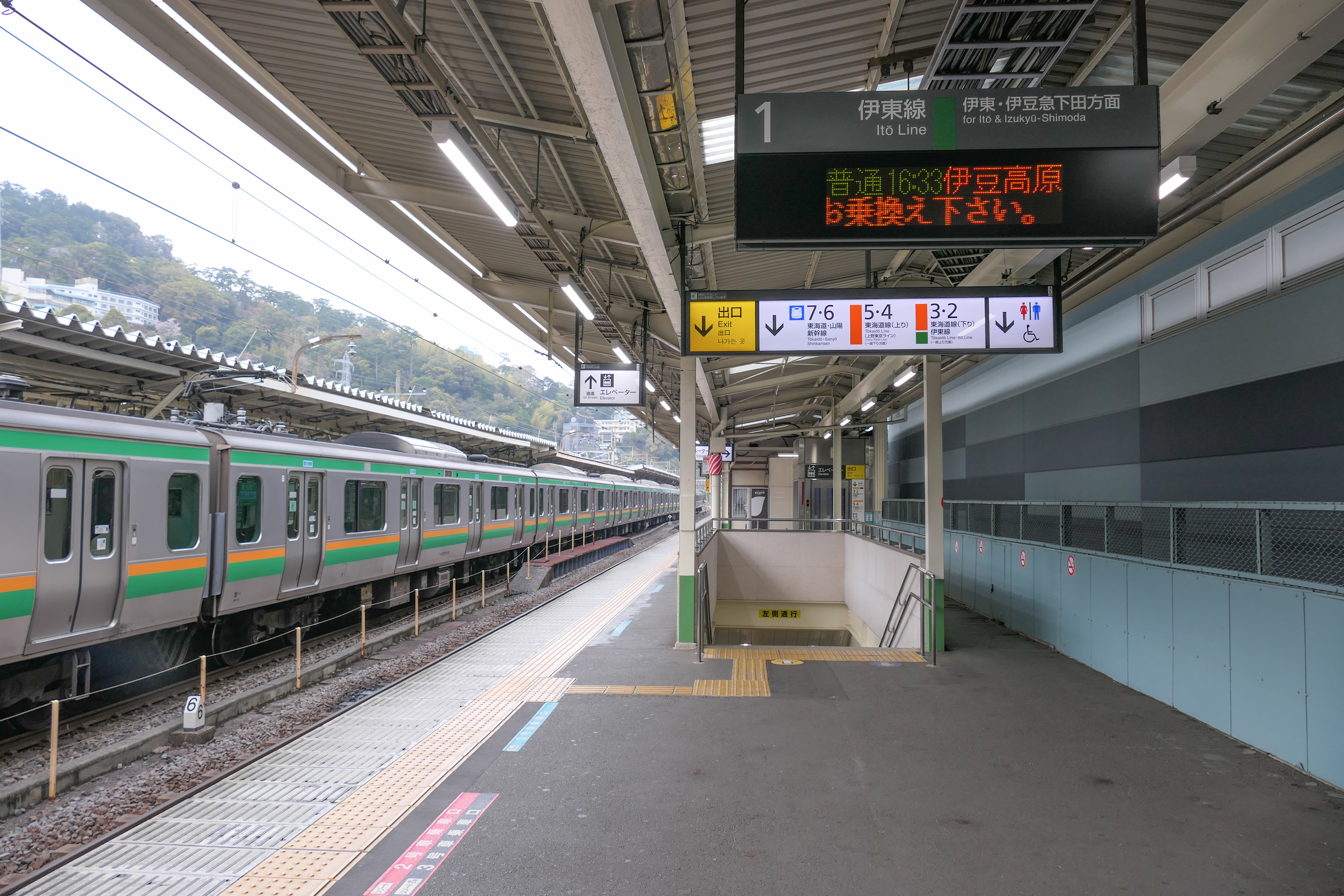
在来線1番線ホーム
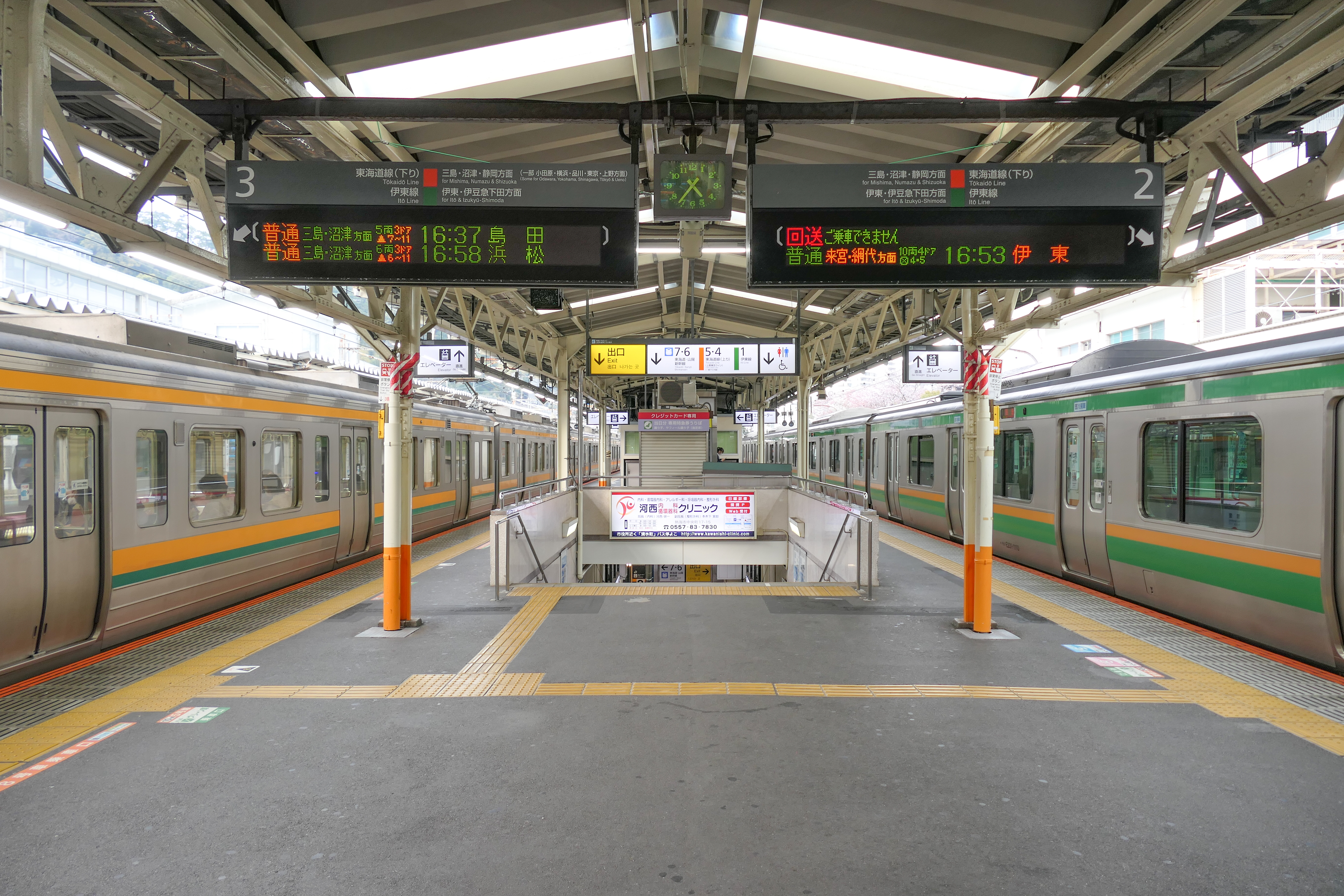
在来線2・3番線ホーム
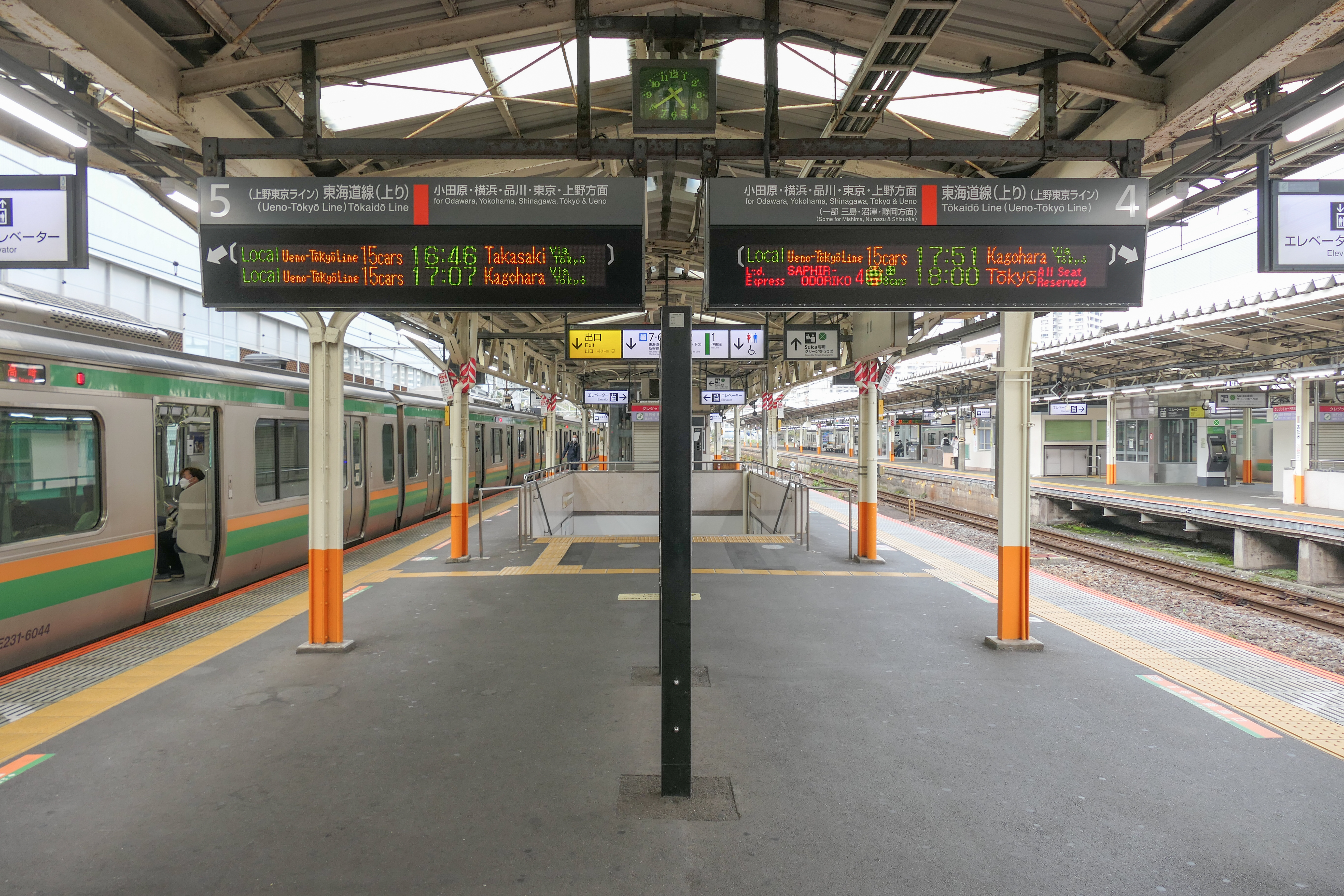
在来線4・5番線ホーム

### 新幹線
新幹線乗降設備は待避線のない相対式ホーム2面2線の構造。ホーム上の乗り場番号は南側（在来線ホーム側）から6番線・7番線の順で付番されている。山肌に沿った高い位置にホームがある。開業当初は安全性確保の観点から停車列車到着直前まで改札制限を行なっていたが、停車列車本数増加に伴い、1974年（昭和49年）に日本で初めてホームドア（可動柵）が設置されている。
当駅はスペースの都合で待避線が設置されなかったため、ダイヤ作成上のネックとなっている。その上、当駅付近から新丹那トンネルまでの区間内には最小曲線半径1,500 mという新幹線有数の急カーブが控えており、この影響で「のぞみ」を始めとする通過列車の速度は200 km/h（かつては185 km/h）に制限されている。この速度は、東海道新幹線の駅通過速度としては最も遅い。
東海道新幹線の「ひかり」の一部停車駅の中では最も停車本数が少ない駅であり、先述の通り、一日上下各3本のみの停車である。
JR東日本の地下道とJR東海の新幹線コンコースとの間には、乗換改札が設置され、在来線側にJR東海が営業するJR全線きっぷうりばがある。
地形の関係上、新幹線独自の改札口は設けられておらず、JR東海の新幹線改札内へはJR東日本の在来線駅構内を経由しなければならない構造となっているため、JR東海のみが扱う乗車券・サービスを受ける旅客はJR東日本の改札口で「熱海駅構内通過票」の交付を受けた上で、JR東海のJR全線きっぷうりばまで出向く必要がある。EX-ICカードやプラスEXカードを所持している場合は、Suicaなどの都市圏のICカード乗車券をJR東日本の自動改札機にタッチさせた上で、新幹線の自動改札機に都市圏のICカードとEX-ICカードまたはプラスEXカードを2枚重ねてタッチすることで、新幹線ホームへの入出場が可能となっている。

#### のりば
| 番線 | 路線         | 方向 | 行先       |
| ---- | ------------ | ---- | ---------- |
| 6    | 東海道新幹線 | 下り | 新大阪方面 |
| 7    | 東海道新幹線 | 上り | 東京方面   |

（出典：JR東海:駅構内図）
- 新幹線乗換改札口
- 新幹線ホーム

## 駅ビル
ラスカ熱海（ラスカあたみ）は、静岡県熱海市田原本町に所在する熱海駅の駅ビルである。日本を代表する温泉街のひとつである熱海温泉に隣接しているため、周辺にも数多くのお土産店が軒を連ねており、熱海温泉の一大お土産店街を形成している。
現在の建物は、2016年11月25日にオープンした2代目。正式名称は湘南ステーションビル熱海店。JR東日本の子会社であるJR横浜湘南シティクリエイトが営業する。なお、ラスカは他に3駅（小田原駅・平塚駅・茅ケ崎駅）に存在する。

### 2代目（ラスカ熱海）

#### 概要
建物は3階建てであり、各階に加えて屋上にもフロアがある。また、南隣り（伊東寄り）に車53台が駐車可能なコインパーキングがある。
営業時間は、ショッピングが9:00 - 19:00、レストラン・カフェが11:00 - 21:00、屋上広場が9:00 - 21:00。

#### フロア構成
屋上
- 屋上広場
- デジキューBBQテラス - バーベキュー

3階 - レストラン・サービス
- Can☆Do（キャンドゥ） - 100円ショップ
- 伊豆太郎 - 海鮮料理・寿司
- 伊豆中ばんばん食堂 - 海鮮料理
- 五味八珍 - 中華料理
- パスタ屋一丁目 - パスタ
- ロイヤルリゾート - 不動産
- JTB - 旅行
- コインロッカー
- ベビールーム
- 喫煙所

2階 - カフェ・おみやげ・雑貨
- ウエルシア - ドラッグストア
- ラボーテ湘南 - 化粧品
- PIZZERIA Sun leone＆GELATERIA ai pinoli - ピザ・ジェラート
- Bakery & Table - ベーカリー・カフェ
- 海友 - 名産品
- 豆州 やまきち - 干物・海産物

1階 - カフェ・おみやげ・食品・惣菜
- 成城石井 - スーパーマーケット
- NewDays - コンビニエンスストア
- ベックスコーヒーショップ - カフェ
- 駅弁屋 - 駅弁

- 熱海コレクション A-PLUS - 熱海ブランド認定商品
- 伊豆・村の駅 - 総合物産
- 石舟庵 - 和洋菓子（おみやげ）
- 菓子舗 間瀬 - 和菓子（おみやげ）
- 住吉屋 - 洋菓子（おみやげ）

- 鈴廣かまぼこ - かまぼこ・練り製品
- まる天 ラスカ熱海店 - 練り製品
- 伊豆 吉匠 - 鯵の唐揚げ（テイクアウト）
- 徳造丸 - 煮魚・漬魚（おみやげ）
- 釜鶴ひもの店 - 干物
- あをきのひもの本店 - 干物・お茶漬け（おみやげ）
- 岸浅次郎商店 - 漬物（おみやげ）
- カメヤ - わさび関連商品（おみやげ）

- ヤマト運輸
- 駅レンタカー
- 熱海観光案内所
  - エフエム熱海湯河原（Ciao!）サテライトスタジオ
- 自動外貨両替機

駐車場
- タイムズ24 ラスカ熱海（6:00 - 22:00、昼間400円/時間, 夜間600円/時間、2000円以上/1店舗の買い物で1時間無料、最大2時間無料）[22]

### 初代（熱海ラスカ）

#### 概要
建物は、旧熱海駅舎の南隣り（伊東寄り）に所在し、3層2階建て構造。開業当初は「熱海駅デパート」を名乗っていたが、のちに「熱海アボンデ」と改称。当時は小田急系列であったが、2005年4月に湘南ステーションビル株式会社に吸収され、「熱海ラスカ」に再度改称した。耐震性能やバリアフリー性能に欠けることから、2010年3月31日に営業を終了し、取り壊された。
1階にお土産店、2階・中2階に飲食店が入居しており、1階の営業時間は8:30 - 18:30、2階は10:00 - 21:00であった。小田急電鉄も湘南ステーションビルの主要株主であり、Odakyu SHOPの入居や、小田急ロマンスカーの予約業務を行なっていた。

#### フロア構成
2階・中2階 - お好み食堂・喫茶の街
- うめや
- 三愛
- くるみ
- 天煌
- 喜久すし
- 北京料理燕京飯店
- 食事処新きらく
- 喫茶わがまま
- 磯也和食処

1階 - お土産の街
- アボンデ各店
- まる天
- Odakyu SHOP熱海店
- KIOSK銘品館
- ふじや
- すず木
- 元祖温泉まんじゅう延命堂
- そとやま
- あみや
- ケーケーショップ
- さ乃
- 村上
- 磯也干物店
- すえ松

## 駅弁
主な駅弁は下記の通り。
- 炙り金目鯛と小鰺押寿司
- 小鰺押寿司
- 金目鯛西京焼弁当
- 箱根山麓豚弁当 カルビ＆ロース
- やまゆりポーク味噌焼弁当
- やまゆり牛しぐれ煮弁当
- しらす弁当
- デラックスこゆるぎ弁当
- おたのしみ弁当
- 鯛めし
- こゆるぎ茶めし

## 利用状況
- JR東日本（在来線） - 2023年度（令和5年度）の1日平均乗車人員は10,837人である。
- JR東海（新幹線） - 2023年度（令和5年度）の1日平均乗降人員は9,726人である[統計 1]。

1993年度（平成5年度）以降の1日平均乗車人員の推移は以下のとおりである。
| 年度               | 定期外 | 定期  | JR東日本 （在来線） | JR東海 （新幹線） | 出典     |
| ------------------ | ------ | ----- | ------------------- | ----------------- | -------- |
| 1993年（平成05年） |        |       | 13,225              | 6,790             | [ * 1 ]  |
| 1994年（平成06年） |        |       | 12,942              | 6,590             | [ * 2 ]  |
| 1995年（平成07年） |        |       | 12,325              | 6,460             | [ * 3 ]  |
| 1996年（平成08年） |        |       | 12,091              | 6,330             | [ * 4 ]  |
| 1997年（平成09年） |        |       | 11,485              | 5,980             | [ * 5 ]  |
| 1998年（平成10年） |        |       | 11,080              | 5,510             | [ * 6 ]  |
| 1999年（平成11年） |        |       | 10,539              | 5,220             | [ * 7 ]  |
| 2000年（平成12年） |        |       | 10,181              | 5,000             | [ * 8 ]  |
| 2001年（平成13年） |        |       | 10,066              | 4,929             | [ * 9 ]  |
| 2002年（平成14年） |        |       | 9,606               | 4,722             | [ * 10 ] |
| 2003年（平成15年） |        |       | 9,498               | 4,794             | [ * 11 ] |
| 2004年（平成16年） |        |       | 9,486               | 4,762             | [ * 12 ] |
| 2005年（平成17年） |        |       | 9,592               | 4,915             | [ * 13 ] |
| 2006年（平成18年） |        |       | 9,607               | 5,000             | [ * 14 ] |
| 2007年（平成19年） |        |       | 9,657               | 5,001             | [ * 15 ] |
| 2008年（平成20年） |        |       | 9,905               | 4,906             | [ * 16 ] |
| 2009年（平成21年） |        |       | 9,670               | 4,481             | [ * 17 ] |
| 2010年（平成22年） |        |       | 9,272               | 4,346             | [ * 18 ] |
| 2011年（平成23年） |        |       | 8,871               | 4,203             | [ * 19 ] |
| 2012年（平成24年） | 5,914  | 3,325 | 9,239               | 4,260             | [ * 20 ] |
| 2013年（平成25年） | 6,123  | 3,375 | 9,499               | 4,423             | [ * 21 ] |
| 2014年（平成26年） | 6,210  | 3,373 | 9,583               | 4,452             | [ * 22 ] |
| 2015年（平成27年） | 6,414  | 3,427 | 9,842               | 4,543             | [ * 23 ] |
| 2016年（平成28年） | 6,614  | 3,443 | 10,057              | 4,583             | [ * 24 ] |
| 2017年（平成29年） | 7,104  | 3,531 | 10,635              | 4,805             | [ * 25 ] |
| 2018年（平成30年） | 7,145  | 3,607 | 10,753              | 4,825             | [ * 26 ] |
| 2019年（令和元年） | 7,124  | 3,696 | 10,820              | 4,690             | [ * 27 ] |
| 2020年（令和02年） | 3,590  | 3,157 | 6,747               | 2,270             | [ * 28 ] |
| 2021年（令和03年） | 4,482  | 3,123 | 7,605               | 2,859             | [ * 29 ] |
| 2022年（令和04年） | 6,494  | 3,262 | 9,756               |                   |          |
| 2023年（令和05年） | 7,506  | 3,331 | 10,837              |                   |          |

## 駅周辺

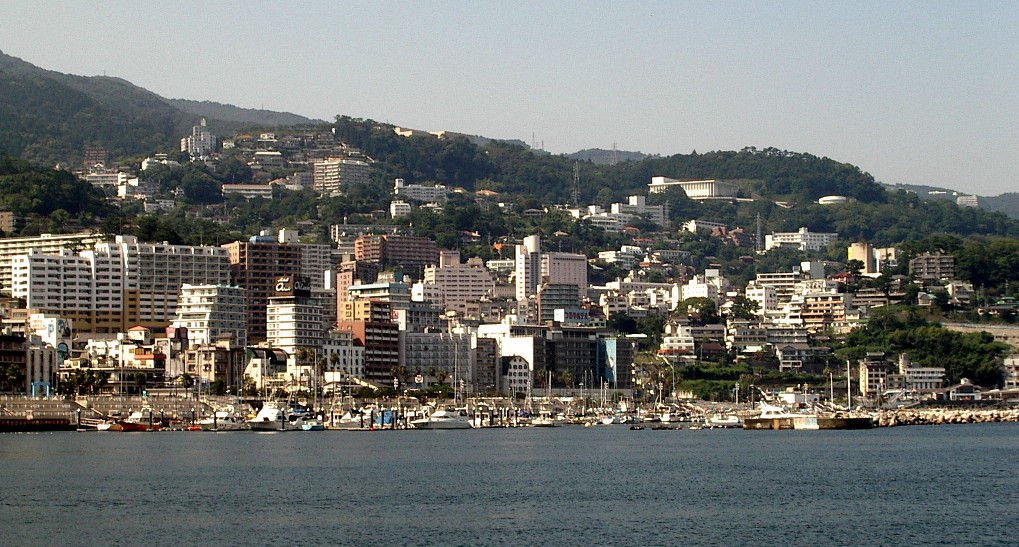
熱海温泉（2004年）。海岸線の平坦部から、すぐに上り斜面となっている。

国際観光文化都市熱海市の主要部である熱海市市街地の北側に立地し、駅前には熱海温泉のホテル・旅館・みやげ物店が立ち並ぶ。
駅前広場に足湯「家康の湯」があり、駅前商店街前に熱海軽便鉄道の7号蒸気機関車が静態保存されている。
- 熱海第一ビル - 計画中止となった未成線の熱海モノレール駅予定地が地下3階に残っている。
- 熱海簡易裁判所
- 静岡家庭裁判所熱海出張所
- 熱海区検察庁
- 熱海駅前郵便局
- 熱海サンビーチ
- お宮の松
- 国際医療福祉大学熱海病院
- MOA美術館
- 熱海城
- 東横イン熱海駅前

※熱海市役所や熱海税務署は、隣駅である伊東線来宮駅が最寄り駅である。

## バス路線
「熱海駅」停留所が設置されており、東海バスや伊豆箱根バスが運行する路線バスが発着する。
| のりば | 運行事業者                | 系統・行先 | 備考                               |
| ------ | ------------------------- | --- | ---------------------------------- |
| 0      | 東海バス                  | 湯〜遊〜バス：錦ヶ浦入り口・アカオフォレスト・大湯間歇泉方面                                                  |                                    |
| 1      | 伊豆箱根バス              | - 熱11：相の原団地 - 熱14：来の宮駅・梅園・来の宮神社前方面 - 熱15：大場駅前                                  | 「熱15」は夕方2本のみ運行          |
| 2      | 伊豆箱根バス              | - 熱22：国際専門学校前・笹良ヶ台団地上方面 - 熱23：小学校前 - AT52・AT53：元箱根・箱根園 - AT57：十国峠登り口 | 「AT52」の土休日は箱根関所跡止まり |
| 3      | 東海バス                  | - A31・A32：ひばりヶ丘 - A35・A36：紅葉ヶ丘 - A37・A38：上の山                                                |                                    |
| 4      | 東海バス                  | - A41・A47・A48：伊豆山神社前方面 - A43：七尾団地                                                             |                                    |
| 5      | 東海バス                  | - A51：湯河原駅 - A52：伊豆山                                                                                 |                                    |
| 6      | 東海バス                  | - A61・A62：弘法滝藤哲 - A63・A64：網代旭町 - A65・A66：網代車庫 - A68：桜ヶ丘                                |                                    |
| 7      | - 東海バス - 伊豆箱根バス | A71：熱海後楽園                                                                                               |                                    |
| 8      | 東海バス                  | A81：MOA美術館                                                                                                | 朝2本のみ運行                      |

## 隣の駅
東日本旅客鉄道（JR東日本）
 東海道線
- 特急「踊り子」「サフィール踊り子」、寝台特急「サンライズ瀬戸」「サンライズ出雲」停車駅

■普通
湯河原駅（JT 20） - 熱海駅（JT 21）  - （一部が伊東線やJR東海区間へ直通）
 伊東線
- 特急「踊り子」「サフィール踊り子」停車駅

■普通
（一部が東海道線へ直通） - 熱海駅（JT 21）  - 来宮駅（JT 22）
東海旅客鉄道（JR東海）
 東海道新幹線（各列車の停車駅は列車記事参照）
小田原駅 - 熱海駅 - 三島駅
 東海道本線
- 特急「踊り子」、寝台特急「サンライズ瀬戸」「サンライズ出雲」停車駅

■普通
（沼津発着の一部がJR東日本区間へ直通） - 熱海駅（CA00） - 函南駅（CA01）

### 記事本文